# Tracker

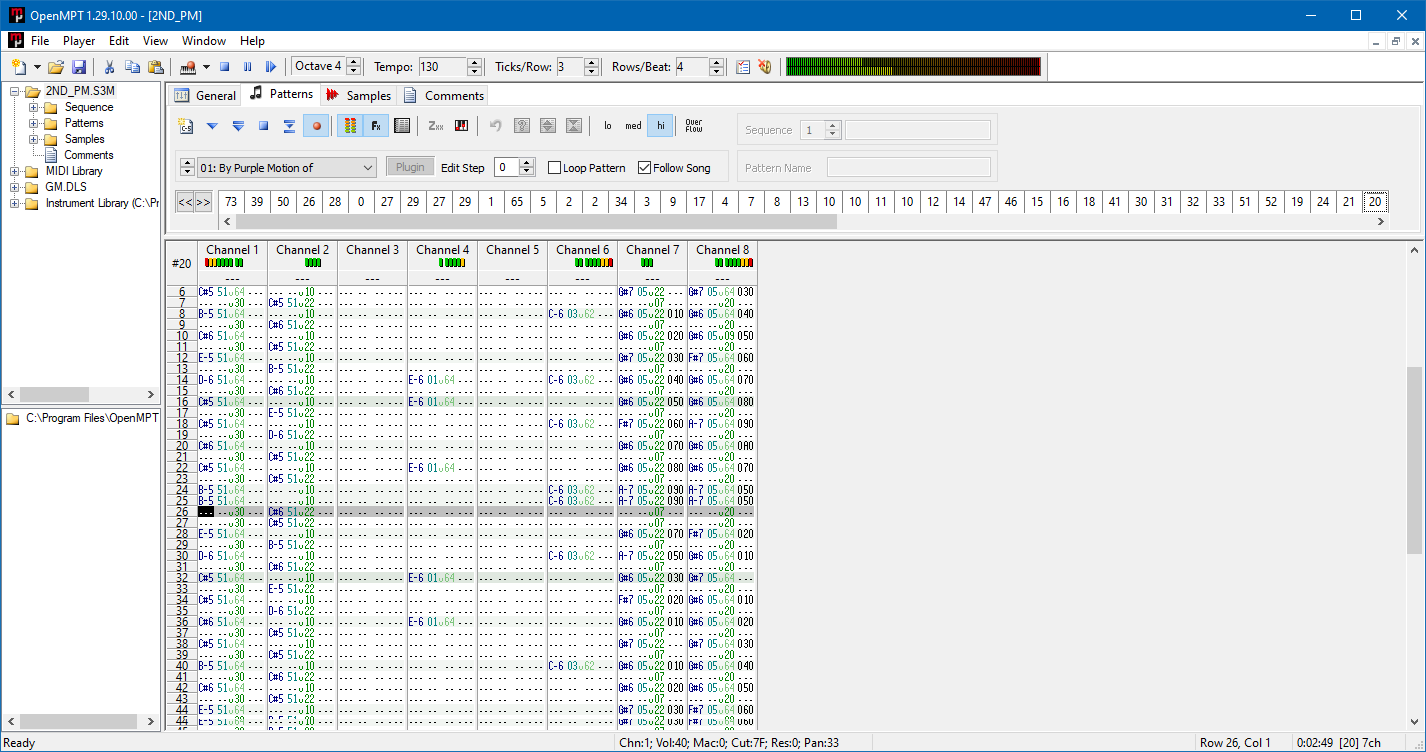
Screenshot a ModPlug Tracker-ről

A tracker egy zeneszerzést elősegítő szoftver, melynek lényege, hogy a zenész által definiált sávokon („track”-eken) hangjegyek helyezhetők el, amik sorrakerülésükkor egy adott hangmintát játszanak le a megadott hangmagasságon.  Sajátosság, hogy a végleges zene nem egy folyamatos egységből áll, hanem „pattern”-ekre van felosztva, amelyek egy (vagy több) ütemnek felelnek meg, és az ezekből kialakított sorrend (ahol egy pattern természetesen többször is előfordulhat) alkotja a dal végleges felépítését. A trackerrel készített („trackelt”) zenék általános megnevezése a modul.
Az első tracker, amely magát a fogalom nevét is meghatározta, az Amigára 1987-ben kiadott The Ultimate Soundtracker volt. A trackelt zene népszerűségének csúcsát a 90-es évek közepén érte el; a két legnépszerűbb erre kialakított szoftver a Fasttracker 2 és az Impulse Tracker volt - az ekkor kiadott játékok jelentős része trackelt zenékkel rendelkezett. Az ezredforduló után a trackerek népszerűsége megmaradt a retró rajongók számára, az örökség azonban elvitathatatlan: Több azóta megjelent ismert játék is (pl. Unreal, Deus Ex) trackelt zenével bírt, és sok mai modern zeneszerkesztő követi a trackerek által definiált alapkoncepciókat (pl. Renoise).

### Lásd még
- Demoscene
- MOD (fájlformátum)
- XM (fájlformátum)

### Külső hivatkozások
- Tracker Music - angol nyelvű ismertető
- Modarchive.org (gyűjtemény, regisztráció nélkül letölthető modulok)